# Затишье (Брянская область)
Зати́шье — посёлок в Клинцовском районе Брянской области России. Входит в состав Коржовоголубовского сельского поселения.

## География
Посёлок находится в юго-западной части Брянской области, в зоне хвойно-широколиственных лесов, к северу от реки Унеча, при автодороге 15К-1304, на расстоянии примерно 6 км (по прямой) к северо-востоку от города Клинцы, административного центра района. Абсолютная высота — 157 м над уровнем моря. Упоминается с начала XX века; первоначально также назывался Отрадное, Отрадное-Затишье. До 2005 в Сосновском сельсовете. В 4 км к западу – одноименный санаторий (на берегу реки Унечи).

### Климат
Климат характеризуется как умеренно континентальный, с тёплым летом и умеренно холодной снежной зимой. Среднегодовая многолетняя температура воздуха составляет 5,1 °С. Средняя температура воздуха самого тёплого месяца (июля) — 18,1 °C (абсолютный максимум — 38 °C); самого холодного (января) — −9,1 °C (абсолютный минимум — −42 °C). Безморозный период длится в среднем 153 дня. Среднегодовое количество атмосферных осадков составляет 599 мм, из которых большая часть выпадает в тёплый период. Снежный покров держится в течение 108 дней.

### Часовой пояс
Посёлок Затишье, как и вся Брянская область, находится в часовой зоне МСК (московское время). Смещение применяемого времени относительно UTC составляет +3:00.
История
В 1962-63 годах геологи пробурили несколько скважин в Клинцовском районе и взяли пробы минеральных вод. Лабораторные пробы показали, что здешние минеральные воды богаты лечебными свойствами, близкими по своим природным факторам к минводам Трускавца и Старой Руссы.
В 1965 году Брянский обком профсоюза работников сельского хозяйства открыл в сосновом бору у деревни Отрадное Затишье летний пионерский лагерь для детей Клинцовского механического завода имени Щорса.
С ноября 1970 года на базе лагеря начал функционировать лечебный санаторий-профилакторий на 50 койко-мест.
В 1973 году геологами из Москвы было пробурено две скважины: одна на глубину 480 метров, другая на 969 метров.
Основная ценность «Затишья» – это, конечно, минеральная вода. В санатории три источника. Из артезианской скважины качественная питьевая вода поступает в каждый номер. Из источника глубиной 480 метров добывается питьевая минеральная вода и поступает в питьевую галерею. Курс приема минеральной воды успешно нормализует работу желудочно-кишечного тракта, разжижает желчь и в целом нормализует перистальтику кишечника и его микро флору.
Вода РАПА – концентрированный раствор минеральных веществ, залегает на глубине 900 метров. Такую «живую воду» используют для бальнео-лечения, а также для аппликаций и ингаляций.Точка! Брянск Обрести душевное равновесие в «Затишье»
В 1975 года стал функционировать санаторий «Затишье», в котором основой лечения отдыхающих стала питьевая минеральная вода и минеральные ванны. В то время одновременно в санатории могли отдыхать 150 человек.
В 1977 году вступил в строй спальный корпус № 4 на 150 мест, 
В 1978 – корпус №5, построен клуб на 300 мест, столовая, которая могла вместить одновременно 500 отдыхающих. 
В 1982 году был сдан в эксплуатацию новый 4-этажный лечебный корпус с множеством кабинетов, бассейном и спортивным залом. В это время санаторий стал здравницей Всесоюзного значения. В архиве санатория имеются многочисленные грамоты и награды за качественное оздоровление.
В настоящее время в санатории прошла серьезная реновация жилых и лечебных корпусов, проведены большие работы по благоустройству территории. 
До 2014 года санаторий «Затишье» оздоравливал только жителей Брянской области. 
С 2019 года вправе называться здравницей Российского значения, поскольку отдыхают не только Брянцы, но и жители Мурманской, Калининградской, Смоленской, Орловской областей, а также жители Санкт-Петербурга и Москвы.

## Население
| 2010 | 2013 |
| ---- | ---- |
| 273  | ↘256 |

### Национальный состав
Согласно результатам переписи 2002 года, 395 человек, 327 человек (2017), 305 человек (2021).